# Adam Jackson
Adam Lewis Jackson, né le 18 mai 1994 à Darlington, est un footballeur anglais qui évolue au poste de défenseur au Lincoln City.

## Carrière

### En club
Formé au Middlesbrough FC, Adam Jackson est prêté à Halifax Town, Coventry City et Hartlepool United. Il fait ses débuts professionnels avec Hartlepool lors d'un match de Coupe d'Angleterre face à Cheltenham Town le 7 novembre 2015 (victoire 1-0).
Le 30 août 2016, il quitte Middlesbrough pour Barnsley sans avoir porté le maillot de l'équipe première de Boro. Le 18 octobre suivant, Jackson prend part à sa première rencontre sous le maillot de Barnsley contre Newcastle United en Championship (défaite 0-2). Il inscrit son premier but avec les Reds lors d'un match de Coupe de la Ligue anglaise opposant Barnsley à Derby County le 12 septembre 2017.
L'11 août 2020, il rejoint Lincoln City.

### En sélection
Adam Jackson participe au championnat d'Europe des moins de 17 ans en 2011 avec l'équipe d'Angleterre. Il joue deux matchs et l'Angleterre atteint les demi-finales du tournoi.
Il dispute quelques mois plus tard la Coupe du monde des moins de 17 ans organisée au Mexique. L'Angleterre s'incline en quarts de finale face à l'Allemagne.

## Statistiques
| Saison                | Club                     | Championnat           | Championnat | Championnat | Coupe(s) nationale(s) | Coupe(s) nationale(s) | Total | Total |
| Saison                | Club                     | Division              | M.          | B.          | M.                    | B.                    | M.    | B.    |
| 2015-2016             | Hartlepool United (prêt) | League Two            | 29          | 3           | 4                     | 0                     | 33    | 3     |
| Sous-total            | Sous-total               | Sous-total            | 29          | 3           | 4                     | 0                     | 33    | 3     |
| 2016-2017             | Barnsley FC              | Championship          | 10          | 0           | 1                     | 0                     | 11    | 0     |
| 2017-2018             | Barnsley FC              | Championship          | 21          | 1           | 1                     | 1                     | 22    | 2     |
| Sous-total            | Sous-total               | Sous-total            | 31          | 1           | 2                     | 1                     | 33    | 2     |
| Total sur la carrière | Total sur la carrière    | Total sur la carrière | 60          | 4           | 6                     | 1                     | 66    | 5     |

## Palmarès

### En club
- Barnsley
  - Vice-champion de League One (D3) en 2019